# SN 2006cv
SN 2006cv – supernowa typu IIn odkryta 5 czerwca 2006 roku w galaktyce A144747+2317. W momencie odkrycia miała maksymalną jasność 19,10m.